# Dorfgastein

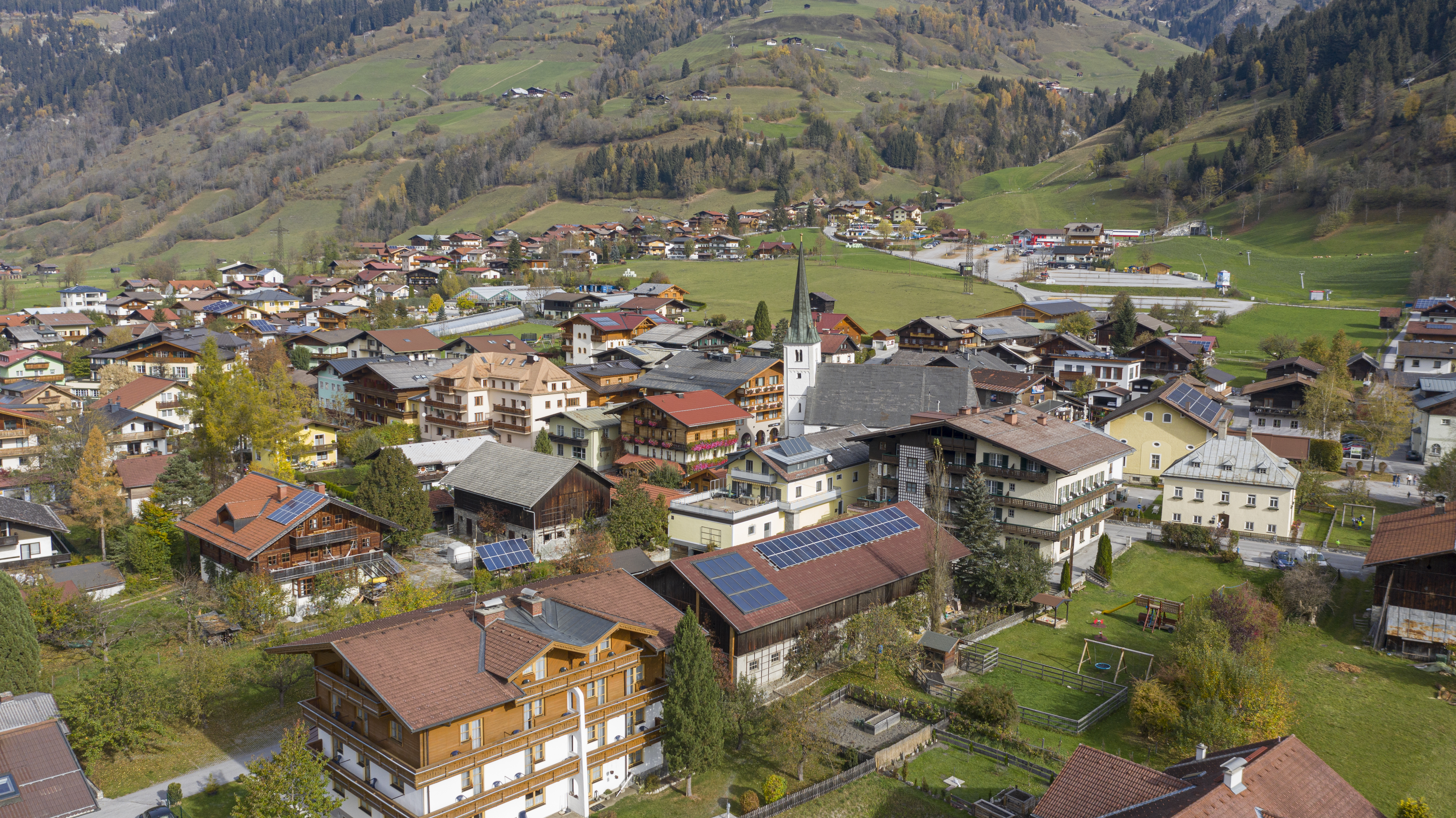
Dorfgastein

Dorfgastein es una localidad del distrito de Sankt Johann im Pongau, en el estado de Salzburgo, Austria. Tiene una población estimada, a principios del año 2021, de 1638 habitantes.
Está ubicada en el centro del estado, al sur de la ciudad de Salzburgo —la capital del estado— y al norte de la frontera con el estado de Carintia.

## Turismo y deporte
Deportes de invierno
En la estación de esquí Großarltal - Dorfgastein se puede acceder a unos 80 kilómetros de pistas mediante varios teleféricos y telesillas.